# Saison 2019-2020 du Borussia Dortmund
Maillots
Chronologie
Saison précédente Saison suivante
La saison 2019-2020 est la 111e saison du Borussia Dortmund depuis sa fondation en 1909 et la 44e saison du club en Bundesliga, la meilleure ligue allemande de football. Le Borussia Dortmund est impliqué dans 3 compétitions : la Bundesliga, la DFB Pokal et la Ligue des champions. Cette saison a débuté du 1er juillet 2019 jusqu'au 30 juin 2020. La saison a été prolongée jusqu'au 30 juin en raison de la Pandémie de Covid-19 en Allemagne.

## Transferts
| Nom                          | Nationalité | Poste     | Transfert                        | Période         | Provenance/Destination   | Division             |
| ---------------------------- | ----------- | --------- | -------------------------------- | --------------- | ------------------------ | -------------------- |
| Arrivées                     |             |           |                                  |                 |                          |                      |
| Dženis Burnić                | Allemagne   | Milieu    | Retour de prêt                   | Mercato d'été   | Dynamo Dresden           | Bundesliga 2         |
| Shinji Kagawa                | Japon       | Attaquant | Retour de prêt                   | Mercato d'été   | Besiktas                 | SüperLig             |
| Sebastian Rode               | Allemagne   | Milieu    | Retour de prêt                   | Mercato d'été   | Eintracht Francfort      | Bundesliga           |
| André Schürrle               | Allemagne   | Attaquant | Retour de prêt                   | Mercato d'été   | Fulham                   | Premier League       |
| Jeremy Toljan                | Allemagne   | Défenseur | Retour de prêt                   | Mercato d'été   | Celtic Glasgow           | Scottish Premiership |
| Julian Brandt                | Allemagne   | Attaquant | Transfert (25 M€)                | Mercato d'été   | Bayer Leverkusen         | Bundesliga           |
| Thorgan Hazard               | Belgique    | Attaquant | Transfert (25,5 M€)              | Mercato d'été   | Borussia Mönchengladbach | Bundesliga           |
| Nico Schulz                  | Allemagne   | Défenseur | Transfert (25,5 M€)              | Mercato d'été   | TSG Hoffenheim           | Bundesliga           |
| Mats Hummels                 | Allemagne   | Défenseur | Transfert (30,5 M€)              | Mercato d'été   | Bayern Munich            | Bundesliga           |
| Chris Führich                | Allemagne   | Milieu    | Transfert (150 K€)               | Mercato d'été   | FC Cologne II            | Bundesliga 2         |
| Mateu Morey                  | Espagne     | Défenseur | Transfert (Libre)                | Mercato d'été   | FC Barcelone B           | LaLiga               |
| Giovanni Reyna               | États-Unis  | Milieu    | Premier Contrat Professionnel    | Mercato d'hiver | Borussia Dortmund        | -                    |
| Erling Braut Haaland         | Norvège     | Attaquant | Transfert (20 M€)                | Mercato d'hiver | Red Bull Salzbourg       | O-Bundesliga         |
| Emre Can                     | Allemagne   | Milieu    | Prêt (+ Montant du prêt de 1 M€) | Mercato d'hiver | Juventus                 | Série A              |
| Dépenses totales : 127,15 M€ |             |           |                                  |                 |                          |                      |
| Départs                      |             |           |                                  |                 |                          |                      |
| Alexander Isak               | Suède       | Attaquant | Transfert (6,5 M€)               | Mercato d'été   | Real Sociedad            | LaLiga               |
| Tim Sechelmann               | Allemagne   | Défenseur | Transfert (Libre)                | Mercato d'été   | FC Cologne               | Bundesliga           |
| Herbert Bockhorn             | Allemagne   | Attaquant | Transfert (300 000 K€)           | Mercato d'été   | Huddersfield             | EFL Championship     |
| Abdou Diallo                 | France      | Défenseur | Transfert (32 M€)                | Mercato d'été   | Paris Saint-Germain      | Ligue 1              |
| Sebastian Rode               | Allemagne   | Milieu    | Transfert (4 M€)                 | Mercato d'été   | Eintracht Francfort      | Bundesliga           |
| Shinji Kagawa                | Japon       | Milieu    | Transfert (3 M€)                 | Mercato d'été   | Real Saragosse           | LaLiga2              |
| Maximilian Philipp           | Allemagne   | Attaquant | Transfert (20 M€)                | Mercato d'été   | Dynamo Moscou            | Première Ligue Russe |
| Dženis Burnić                | Allemagne   | Milieu    | Prêt                             | Mercato d'été   | Dynamo Dresden           | Bundesliga 2         |
| Felix Passlack               | Allemagne   | Défenseur | Prêt                             | Mercato d'été   | Fortuna Sittard          | Eredivisie           |
| Jeremy Toljan                | Allemagne   | Défenseur | Prêt                             | Mercato d'été   | US Sassuolo              | Série A              |
| André Schürrle               | Allemagne   | Attaquant | Prêt                             | Mercato d'été   | Spartak Moscou           | Première Ligue Russe |
| Ömer Toprak                  | Turquie     | Défenseur | Prêt                             | Mercato d'été   | Werder Brême             | Bundesliga           |
| Sergio Gómez                 | Espagne     | Milieu    | Prêt                             | Mercato d'été   | SD Huesca                | LaLiga2              |
| Marius Wolf                  | Allemagne   | Attaquant | Prêt                             | Mercato d'été   | Hertha Berlin            | Bundesliga           |
| Luca Kilian                  | Allemagne   | Défenseur | Fin de contrat                   | Mercato d'été   | SC Paderborn             | Bundesliga           |
| Julian Weigl                 | Allemagne   | Milieu    | Transfert (20 M€)                | Mercato d'hiver | Benfica                  | Liga NOS             |
| Paco Alcácer                 | Espagne     | Attaquant | Transfert (23 M€)                | Mercato d'hiver | Villarreal CF            | LaLiga               |
| Jacob Bruun Larsen           | Danemark    | Attaquant | Transfert (9 M€)                 | Mercato d'hiver | TSG Hoffenheim           | Bundesliga           |
| Recettes totales : 117,8 M€  |             |           |                                  |                 |                          |                      |

## Maillots
Équipementier: Puma / Sponsor: Evonik Industries
| Domicile (Ligue) | Domicile (alt. 1) (Ligue) | Domicile (alt. 2) (Ligue) | Extérieur | Troisième | Domicile (Coupe+Europe) | Domicile (alt. 1) (Coupe+Europe) |

| Domicile (Ligue) | Domicile (alt. 1) (Ligue) | Domicile (alt. 2) (Ligue) | Extérieur | Troisième | Domicile (Coupe+Europe) | Domicile (alt. 1) (Coupe+Europe) |

## Équipe

### Effectif professionnel
Le tableau suivant liste l'effectif professionnel du Borussia Dortmund pour la saison 2019-2020.

### Joueurs prêtés
Le tableau suivant liste les joueurs en prêts pour la saison 2019-2020.
| Joueurs prêtés |    |                        |                |                     |                   |                 |  |
| \| N° \| P. \| Nat. \| Nom \| Date de naissance \| Sélection \| Club en prêt \| \| \| 999 \| M \| \| Dženis Burnić \| 22/05/1998 (27 ans) \| Allemagne -20 ans \| Dynamo Dresde \| \| \| 999 \| D \| \| Felix Passlack \| 29/05/1998 (27 ans) \| Allemagne espoirs \| Fortuna Sittard \| \| \| 999 \| D \| \| Jeremy Toljan \| 08/08/1994 (30 ans) \| – \| US Sassuolo \| \| \| 999 \| A \| \| André Schürrle \| 06/11/1990 (34 ans) \| Allemagne \| Spartak Moscou \| \| \| 999 \| D \| \| Ömer Toprak \| 21/07/1989 (35 ans) \| – \| Beşiktaş JK \| \| \| 999 \| M \| \| Sergio Gómez \| 04/09/2000 (24 ans) \| Espagne espoirs \| SD Huesca \| \| \| 999 \| A \| \| Marius Wolf \| 27/05/1995 (30 ans) \| – \| Hertha Berlin \| \| |    |                        |                |                     |                   |                 |  |
| N° | P. | Nat.                   | Nom            | Date de naissance   | Sélection         | Club en prêt    |  |
| 999 | M  | Drapeau de l'Allemagne | Dženis Burnić  | 22/05/1998 (27 ans) | Allemagne -20 ans | Dynamo Dresde   |  |
| 999 | D  | Drapeau de l'Allemagne | Felix Passlack | 29/05/1998 (27 ans) | Allemagne espoirs | Fortuna Sittard |  |
| 999 | D  | Drapeau de l'Allemagne | Jeremy Toljan  | 08/08/1994 (30 ans) | –                 | US Sassuolo     |  |
| 999 | A  | Drapeau de l'Allemagne | André Schürrle | 06/11/1990 (34 ans) | Allemagne         | Spartak Moscou  |  |
| 999 | D  | Drapeau de la Turquie  | Ömer Toprak    | 21/07/1989 (35 ans) | –                 | Beşiktaş JK     |  |
| 999 | M  | Drapeau de l'Espagne   | Sergio Gómez   | 04/09/2000 (24 ans) | Espagne espoirs   | SD Huesca       |  |
| 999 | A  | Drapeau de l'Allemagne | Marius Wolf    | 27/05/1995 (30 ans) | –                 | Hertha Berlin   |  |

| N°  | P. | Nat.                   | Nom            | Date de naissance   | Sélection         | Club en prêt    |  |
| 999 | M  | Drapeau de l'Allemagne | Dženis Burnić  | 22/05/1998 (27 ans) | Allemagne -20 ans | Dynamo Dresde   |  |
| 999 | D  | Drapeau de l'Allemagne | Felix Passlack | 29/05/1998 (27 ans) | Allemagne espoirs | Fortuna Sittard |  |
| 999 | D  | Drapeau de l'Allemagne | Jeremy Toljan  | 08/08/1994 (30 ans) | –                 | US Sassuolo     |  |
| 999 | A  | Drapeau de l'Allemagne | André Schürrle | 06/11/1990 (34 ans) | Allemagne         | Spartak Moscou  |  |
| 999 | D  | Drapeau de la Turquie  | Ömer Toprak    | 21/07/1989 (35 ans) | –                 | Beşiktaş JK     |  |
| 999 | M  | Drapeau de l'Espagne   | Sergio Gómez   | 04/09/2000 (24 ans) | Espagne espoirs   | SD Huesca       |  |
| 999 | A  | Drapeau de l'Allemagne | Marius Wolf    | 27/05/1995 (30 ans) | –                 | Hertha Berlin   |  |

## Préparation d'avant-saison

### Matchs Amicaux (2019)
Le Borussia commence sa nouvelle saison par l'habituelle préparation qui dure du 1er juillet jusqu'au premier match officiel. Elle est rythmée par différents matchs amicaux où l'équipe réalise la performance de gagner chacun d'entre eux en marquant 34 buts et en n'en encaissant seulement 5 tout en parvenant à vaincre quelques équipes réputées comme Liverpool FC, le tenant du titre en ligue des champions ou encore Seattle Sounders, équipe montante dans le championnat américain. La dernière rencontre d'avant-saison est remportée le 10 août 2019 face au Preussen Münster sur le score de 4 buts à 0. En cours de saison, il remporte le 6 septembre 2019 face au FC Energie Cottbus sur le score de 5 buts à 0.

### Matchs Amicaux (2020)
Durant la pause du championnat après la première partie de saison, le Borussia Dortmund affronte le Standard de Liège, Feyenoord Rotterdam et FSV Mayence au Stade Municipal de Marbella en Espagne.

## Compétitions
| Bundesliga         | DFB Pokal                                      | DFL Supercup                          | Ligue des Champions                                             |
| ------------------ | ---------------------------------------------- | ------------------------------------- | --------------------------------------------------------------- |
| 2e place 69 points | Huitième de finale contre Werder Brême (3 - 2) | Victoire contre Bayern Munich (2 - 0) | Huitième de finale contre Paris Saint-Germain (2 - 1) - (2 - 0) |
| 21V 7N 6D          | 2V 0N 1D                                       | 1V 0N 0D                              | 4V 1N 3D                                                        |
| TOTAL: 28V 8N 10D  |                                                |                                       |                                                                 |

### Bundesliga

#### Classement
| Rang | Équipe                   | Pts | J  | G  | N  | P | Bp  | Bc | Diff | Qualification ou relégation                                      |
| ---- | ------------------------ | --- | -- | -- | -- | - | --- | -- | ---- | ---------------------------------------------------------------- |
| 1    | Bayern Munich (C)        | 82  | 34 | 26 | 4  | 4 | 100 | 32 | +68  | Qualification pour la phase de groupes de la Ligue des champions |
| 2    | Borussia Dortmund        | 69  | 34 | 21 | 6  | 7 | 84  | 41 | +43  | Qualification pour la phase de groupes de la Ligue des champions |
| 3    | RB Leipzig               | 66  | 34 | 18 | 12 | 4 | 81  | 37 | +44  | Qualification pour la phase de groupes de la Ligue des champions |
| 4    | Borussia Mönchengladbach | 65  | 34 | 20 | 5  | 9 | 66  | 40 | +26  | Qualification pour la phase de groupes de la Ligue des champions |
| 5    | Bayer 04 Leverkusen      | 63  | 34 | 19 | 6  | 9 | 61  | 44 | +17  | Qualification pour la phase de groupes de la Ligue Europa        |

1. ↑  Depuis que le vainqueur de la DFB-Pokal, Bayern Munich qualifie pour la Ligue des Champions grâce à la position en championnat, la phase des groupes de Ligue Europa est passé à la sixième place et le deuxième tour de qualification de la Ligue Europa est passé à la septième place.

#### Championnat

##### Journées 1 à 5
Le club réussit un départ parfait avec un score sans appel de 5 buts à 1 face à Augsbourg à Dortmund malgré l'ouverture très précoce du score par les visiteurs. Cette différence de but lui permet de se placer premier du championnat dès cette journée. La deuxième journée est également couronnée d'une victoire, comme la semaine précédente le Borussia se retrouve d'abord mené sur la pelouse du FC Cologne, à la suite d'une réalisation de Drexler, avant d'égaliser par l'intermédiaire de Sancho puis de parvenir à s'imposer 3 à 1 avec une tête de Hakimi et un contre éclair conclu par Alcácer. Il renforce sa première place avec une différence de 6 buts au compteur. Pour son second déplacement, le Borussia est surpris par une entreprenante équipe de l'Union Berlin, tout juste montée en première division pour la première fois de son histoire sous cette forme ci, qui parvient à remporter le match sur le score de 3-1 malgré l'égalisation de Paco Alcacer en première mi-temps. L'équipe se reprend à domicile et renoue avec le succès face au Bayer Leverkusen sur le score de 4 buts à 0 grâce à l'intenable Paco Alcacer, marquant son cinquième but en quatre matchs de championnat, Marco Reus par deux fois et Guerrero. Pour son cinquième match du championnat, le Borussia perd à nouveau des points à l'extérieur avec un match nul 2 à 2 avec Witsel puis Sancho buteurs à l'extérieur et André Silva avec Delaney (contre son camp) pour la formation à domicile. L'égalisation des hôtes intervenant en fin de match.

##### Journées 6 à 10
Les deux journées suivantes sont conclues sur le même score de 2 buts partout. Mené face à Brême avant de passer devant grâce à Götze et Reus puis de se faire rejoindre à l'heure de jeu par un but de Fredl. À Fribourg, l'équipe cette fois-ci parvient à marquer en premier les deux fois avec Witsel et Hakimi mais se fait rejoindre au score à chaque fois et une nouvelle fois à l'extérieur, par un but contre son camp à la 89e minute, d'Akanji.
L'équipe renoue avec le succès en championnat, à domicile, à la suite de sa victoire 1 but à 0 durant le "derby des Borussia". Le but est signé Marco Reus, pratiquement à l'heure de jeu. Il faut également signaler deux buts refusés au BVB pour un hors-jeu dans la construction, sans doute du talon de Marco Reus, et un second vers la 85e minute pour une position du même joueur jugée comme gênante pour le gardien. Le Borussia est à nouveau freiné en Bundesliga avec un match nul dans le derby de la Ruhr à Gelsenkirchen.

#### Évolution du classement et des résultats
| Journée  | 1   | 2   | 3  | 4  | 5  | 6  | 7  | 8  | 9  | 10 | 11 | 12 | 13 | 14 | 15 | 16 | 17 | 18 | 19 | 20 | 21 | 22 | 23 | 24 | 25 | 26 | 27 | 28 | 29 | 31 | 30 | 32 | 33 | 34 |
| -------- | --- | --- | -- | -- | -- | -- | -- | -- | -- | -- | -- | -- | -- | -- | -- | -- | -- | -- | -- | -- | -- | -- | -- | -- | -- | -- | -- | -- | -- | -- | -- | -- | -- | -- |
| Résultat | V   | V   | D  | V  | N  | N  | N  | V  | N  | V  | D  | N  | V  | V  | V  | N  | D  | V  | V  | V  | D  | V  | V  | V  | V  | V  | V  | D  | V  | V  | V  | D  | V  | D  |
| Rang     | 1re | 1re | 5e | 2e | 3e | 8e | 8e | 4e | 5e | 2e | 6e | 6e | 5e | 3e | 3e | 4e | 4e | 4e | 4e | 3e | 3e | 3e | 3e | 2e | 2e | 2e | 2e | 2e | 2e | 2e | 2e | 2e | 2e | 2e |

### DFL Supercup
Le Borussia Dortmund parvient à s'imposer à domicile pour son premier match officiel de la saison face au Bayern Munich sur le score de 2 buts à 0 à la suite des réalisations de Paco Alcacer à la 48e et de Jadon Sancho (69e) et après s'être créé les actions les plus dangereuses du match malgré la forte possession du ballon de l'équipe adverse (66%). À la suite de cette rencontre, il remporte son premier titre de sa saison et sa sixième Supercoupe d'Allemagne officielle (celle de 2008 n'étant pas considérée comme telle).

### DFB Pokal
Pour sa première sortie de la saison le BVB parvient à se qualifier pour le deuxième tour de la coupe en s'imposant 2 buts à 0 contre Uerdingen, match disputé à Düsseldorf, avec des réalisations signés Reus et Alcácer.
Un derby des Borussia est tiré au sort le 18 août 2019, il se jouera sur la pelouse du Signal Iduna Park. Le match est finalement remporté 2 buts à 1 pour Dortmund malgré l'ouverture du score par l'autre Borussia.

### Ligue des Champions

#### Parcours en Ligue des Champions
Le 30 août 2019, le Borussia Dortmund est placé dans le groupe F au côté du FC Barcelone, de l'Inter Milan et du Slavia Prague.
Pour son entrée en lice en coupe d'Europe, le Borussia ne parvient pas à gagner face au FC Barcelone à domicile et cela malgré les meilleurs occasions durant ce match avec notamment un pénalty manqué de Marco Reus à la 57e minute de jeu et une barre transversale de Julian Brandt.
Pour leur premier déplacement en Europe, les Borussen parviennent à s'imposer à Prague grâce à un remuant Hakimi, auteur d'un doublé.
Le troisième match se termine sur le même score, mais malheureusement pour le Borussia en faveur des locaux de Milan. Le second match face à cette équipe se solde par une victoire avec une incroyable remontée en parvenant à s'imposer 3-2 alors que l'équipe était menée 2-0 à la mi-temps.

##### Phase de Groupes
| Rang | Équipe            | Pts | J | G | N | P | Bp | Bc | Diff |  | Résultats (▼ dom., ► ext.) |     |     |     |     |
| ---- | ----------------- | --- | - | - | - | - | -- | -- | ---- |  | -------------------------- | --- | --- | --- | --- |
| 1    | FC Barcelone      | 14  | 6 | 4 | 2 | 0 | 9  | 4  | +5   |  | FC Barcelone               |     | 3-1 | 2-1 | 0-0 |
| 2    | Borussia Dortmund | 10  | 6 | 3 | 1 | 2 | 8  | 8  | 0    |  | Borussia Dortmund          | 0-0 |     | 3-2 | 2-1 |
| 3    | Inter Milan       | 7   | 6 | 2 | 1 | 3 | 10 | 9  | +1   |  | Inter Milan                | 1-2 | 2-0 |     | 1-1 |
| 4    | Slavia Prague     | 2   | 6 | 0 | 2 | 4 | 4  | 10 | -6   |  | Slavia Prague              | 1-2 | 0-2 | 1-3 |     |

## Compositions de l'équipe

### Premiere Partie
| Match                                           | Joueurs titulaires                                                                                            | Joueurs entrés en cours de jeu                  |                                                      | Match | Joueurs titulaires                            | Joueurs entrés en cours de jeu |
| ----------------------------------------------- | --- | ----------------------------------------------- | ---------------------------------------------------- | --- | --------------------------------------------- | ------------------------------ |
| Borussia Dortmund - FC Augsbourg 4-2-3-1        | Hitz Piszczek (68e) - Akanji - Hummels - Schulz Weigl - Witsel Sancho - Reus (78e) - Hazard (68e) Alcácer     | Hakimi (68e) Brandt (68e) Götze (78e)           | FC Cologne - Borussia Dortmund 4-2-3-1               | Bürki Piszczek - Akanji - Hummels - Schulz (62e) Weigl (62e) - Witsel Sancho - Reus - Hazard (85e) Alcácer      | Hakimi (62e) Brandt (62e) Bruun Larsen (85e)  |                                |
|                                                 | |                                                 |                                                      | |                                               |                                |
| Union Berlin - Borussia Dortmund 4-2-3-1        | Bürki Piszczek - Akanji - Hummels - Hakimi Weigl (76e) - Delaney (46e) Sancho - Reus - Brandt (87e) Alcácer   | Dahoud (46e) Guerreiro (76e) Bruun Larsen (87e) | Borussia Dortmund - Bayer Leverkusen 4-2-3-1         | Bürki Hakimi - Akanji - Hummels - Guerreiro Witsel (78e) - Delaney Sancho - Reus - Brandt (62e) Alcácer (79e)   | Hazard (62e) Delaney (78e) Bruun Larsen (79e) |                                |
|                                                 | |                                                 |                                                      | |                                               |                                |
| Eintracht Francfort - Borussia Dortmund 4-2-3-1 | Bürki Hakimi - Akanji - Hummels (63e) - Guerreiro Witsel - Delaney Hazard - Reus - Sancho (73e) Alcácer (76e) | Zagadou (63e) Brandt (73e) Götze (76e)          | Borussia Dortmund - Werder Brême 4-2-3-1             | Bürki Hakimi - Weigl - Akanji - Guerreiro Dahoud (67e) - Witsel Sancho (80e) - Reus - Hazard Götze (73e)        | Brandt (67e) Alcácer (73e) Guerreiro (80e)    |                                |
|                                                 | |                                                 |                                                      | |                                               |                                |
| SC Fribourg - Borussia Dortmund 4-2-3-1         | Bürki Piszczek (14e) - Akanji - Hummels - Guerreiro Witsel - Delaney Hazard (63e) - Reus - Hakimi Götze       | Brandt (14e) Sancho (63e)                       | Borussia Dortmund - Borussia Mönchengladbach 4-2-3-1 | Bürki (70e) Hakimi - Akanji - Hummels - Schulz Weigl - Delaney Brandt (90e) - Reus - Hazard (90e) Reus          | Hitz (70e) Piszczek (90e) Zagadou (90e)       |                                |
|                                                 | |                                                 |                                                      | |                                               |                                |
| Schalke 04 - Borussia Dortmund 4-2-3-1          | Hitz Piszczek - Weigl - Hummels - Guerreiro Witsel - Delaney (74e) Sancho - Reus - Hakimi (86e) Götze (57e)   | Hazard (57e) Akanji (74e) Brandt (86e)          | Borussia Dortmund - VfL Wolfsburg 4-2-3-1            | Hitz Piszczek - Akanji - Hummels - Guerreiro Weigl - Dahoud (70e) Hakimi - Reus (27e) - Hazard Brandt (89e)     | Götze (27e) Witsel (70e) Alcácer (89e)        |                                |
|                                                 | |                                                 |                                                      | |                                               |                                |
| Bayern Munich - Borussia Dortmund 4-2-3-1       | Bürki Piszczek - Akanji - Hummels - Schulz Witsel - Weigl (61e) Sancho (36e) - Brandt - Hazard Götze (61e)    | Guerreiro (36e) Reus (61e) Alcácer (61e)        | Borussia Dortmund - SC Paderborn 4-2-3-1             | Bürki Piszczek - Weigl - Hummels - Schulz (46e) Witsel - Dahoud (46e) Sancho - Reus - Guerreiro Alcácer (45e)   | Brandt (45e) Hakimi (46e) Hazard (46e)        |                                |
|                                                 | |                                                 |                                                      | |                                               |                                |
| Hertha Berlin - Borussia Dortmund 3-4-2-1       | Bürki Akanji - Hummels - Zagadou Hakimi - Brandt - Witsel - Guerreiro Sancho (91e) - Hazard (84e) Reus (92e)  | Piszczek (84e) Schmelzer (91e) Götze (92e)      | Borussia Dortmund - Fortuna Düsseldorf 3-4-3         | Bürki Piszczek (78e) - Akanji - Zagadou Hakimi - Witsel - Brandt (78e) - Guerreiro Hazard - Reus (73e) - Sancho | Götze (73e) Balerdi (78e) Dahoud (78e)        |                                |
|                                                 | |                                                 |                                                      | |                                               |                                |
| FSV Mayence - Borussia Dortmund 3-4-3           | Bürki Akanji - Hummels - Zagadou Hakimi - Weigl - Brandt (81e) - Schulz Hazard - Reus (73e) - Sancho (85e)    | Götze (73e) Dahoud (81e) Alcácer (85e)          | Borussia Dortmund - RB Leipzig 3-4-3                 | Bürki Akanji - Hummels - Zagadou Hakimi - Weigl - Brandt - Guerreiro (84e) Hazard - Reus - Sancho (71e)         | Piszczek (71e) Schulz (84e)                   |                                |
|                                                 | |                                                 |                                                      | |                                               |                                |

### Deuxième Partie
| Match                                          | Joueurs titulaires | Joueurs entrés en cours de jeu                                     |                                                      | Match | Joueurs titulaires                                                | Joueurs entrés en cours de jeu |
| ---------------------------------------------- | --- | ------------------------------------------------------------------ | ---------------------------------------------------- | --- | ----------------------------------------------------------------- | ------------------------------ |
| TSG Hoffenheim - Borussia Dortmund 3-4-3       | Bürki Akanji - Hummels (46e) - Zagadou Hakimi - Weigl - Brandt - Schulz Hazard (46e) - Götze (84e) - Sancho                | Larsen (46e) Piszczek (46e) Alcácer (84e)                          | FC Augsbourg - Borussia Dortmund 3-4-3               | Bürki Piszczek (56e) - Hummels - Akanji Hakimi - Witsel - Brandt - Guerreiro Hazard (72e) - Reus (80e) - Sancho               | Haaland (56e) Reyna (72e) Dahoud (80e)                            |                                |
|                                                | |                                                                    |                                                      | |                                                                   |                                |
| Borussia Dortmund - Union Berlin 3-4-2-1       | Bürki Piszczek - Hummels - Akanji Hakimi (64e) - Witsel - Brandt - Guerreiro Sancho - Reus (71e) Haaland (77e)             | Zagadou (64e) Hazard (71e) Reyna (77e)                             | Bayer Leverkusen - Borussia Dortmund 4-2-3-1         | Bürki Akanji (86e) - Hummels - Zagadou - Guerreiro Can (87e) - Witsel Hakimi - Brandt (46e) - Götze (87e) Haaland             | Reyna (46e) Hazard (86e) Götze (87e)                              |                                |
|                                                | |                                                                    |                                                      | |                                                                   |                                |
| Borussia Dortmund - Eintracht Francfort 4-3-3  | Bürki Piszczek - Hummels - Zagadou - Guerreiro Witsel - Can (63e) - Hazard Hakimi - Haaland (79e) - Sancho (75e)           | Dahoud (63e) Reyna (75e) Götze (79e)                               | Werder Brême - Borussia Dortmund 3-4-3               | Bürki Piszczek - Hummels - Zagadou Hakimi (90e) - Witsel - Can - Guerreiro Hazard (90e) - Haaland - Sancho (77e)              | Reyna (77e) Akanji (90e) Hazard (90e)                             |                                |
|                                                | |                                                                    |                                                      | |                                                                   |                                |
| Borussia Dortmund - SC Fribourg 3-4-2-1        | Bürki Piszczek - Hummels (46e) - Zagadou Hakimi - Witsel - Can - Guerreiro Brandt (63e) - Sancho Hazard (81e)              | Akanji (46e) Haaland (63e) Reyna (81e)                             | Borussia Monchengladbach - Borussia Dortmund 3-4-2-1 | Bürki Piszczek - Hummels - Zagadou Hakimi - Witsel - Can - Guerreiro Brandt (66e) - Hazard (83e) Haaland (90e)                | Sancho (66e) Reyna (83e) Akanji (90e)                             |                                |
|                                                | |                                                                    |                                                      | |                                                                   |                                |
| Borussia Dortmund - Schalke 04 3-4-2-1         | Bürki Piszczek - Hummels - Zagadou Hakimi - Delaney (68e) - Dahoud (87e) - Guerreiro (87e) Hazard (79e) - Brandt Haaland   | Balerdi (68e) Hazard (79e) Götze (87e) Schmelzer (87e)             | VfL Wolfsburg - Borussia Dortmund 3-4-2-1            | Bürki Piszczek - Hummels (46e) - Akanji Hakimi - Delaney (83e) - Dahoud - Guerreiro (83e) Hazard (79e) - Brandt (65e) Haaland | Can (46e) Sancho (65e) Reyna (79e) Balerdi (83e) Schmelzer (83e)  |                                |
|                                                | |                                                                    |                                                      | |                                                                   |                                |
| SC Paderborn - Borussia Dortmund 3-4-2-1       | Bürki Piszczek - Hummels - Zagadou Hakimi (87e) - Can (87e) - Delaney (68e) - Guerreiro (80e) Sancho - Brandt (81e) Hazard | Witsel (68e) Reyna (80e) Schmelzer (80e) Morey (87e) Balerdi (87e) | Borussia Dortmund - Hertha Berlin 3-4-2-1            | Bürki Piszczek - Can - Akanji Hakimi - Witsel (80e) - Delaney - Guerreiro (90e) Sancho - Hazard (79e) Brandt (68e)            | Reyna (68e) Morey (79e) Balerdi (80e) Schmelzer (90e)             |                                |
|                                                | |                                                                    |                                                      | |                                                                   |                                |
| Fortuna Düsseldorf - Borussia Dortmund 3-4-2-1 | Bürki Piszczek - Hummels - Akanji Hakimi - Can - Witsel (61e) - Guerreiro Sancho - Hazard (74e) Brandt                     | Haaland (61e) Reyna (74e)                                          | Borussia Dortmund - FSV Mayence 3-4-3                | Bürki Piszczek (90e) - Can - Hummels Hakimi (90e) - Brandt - Witsel - Guerreiro (82e) Hazard - Haaland - Sancho (77e)         | Schmelzer (54e) Morey (77e) Schulz (82e)                          |                                |
|                                                | |                                                                    |                                                      | |                                                                   |                                |
| RB Leipzig - Borussia Dortmund 3-4-2-1         | Bürki Piszczek - Hummels - Can Morey (78e) - Reyna (81e) - Witsel - Guerreiro (91e) Brandt - Hazard (91e) Haaland          | Sancho (78e) Balerdi (81e) Schulz (91e) Zagadou (91e)              | Borussia Dortmund - TSG Hoffenheim 3-4-3             | Bürki Piszczek (70e) - Hummels - Balerdi (65e) Morey - Brandt - Witsel - Guerreiro (46e) Reyna (65e) - Haaland - Hazard (46e) | Hakimi (46e) Sancho (46e) Zagadou (65e) Raschl (65e) Schulz (70e) |                                |
|                                                | |                                                                    |                                                      | |                                                                   |                                |

## Statistiques

### Statistiques collectives
| Compétition         | Débute au tour   | Termine            | Matches joués | Gagnés | Nuls | Perdus | Buts pour | Buts contre | Différence |
| ------------------- | ---------------- | ------------------ | ------------- | ------ | ---- | ------ | --------- | ----------- | ---------- |
| Bundesliga          | -                | Deuxième           | 34            | 21     | 6    | 7      | 84        | 41          | +43        |
| DFB Pokal           | 1re Tour         | Huitième de Finale | 3             | 2      | 0    | 1      | 6         | 4           | +2         |
| DFL Supercup        | Finale           | Vainqueur          | 1             | 1      | 0    | 0      | 2         | 0           | +2         |
| Ligue des Champions | Phase de Groupes | Huitième de Finale | 8             | 4      | 1    | 3      | 10        | 11          | -1         |
| Total               | -                | -                  | 46            | 28     | 7    | 11     | 102       | 56          | +46        |

### Statistiques individuelles

#### Discipline
Inclut uniquement les matches officiels. La liste est classée par numéro de maillot lorsque le total des cartons est égal.
| R     | No.   | Nat   | Position  | Joueurs           | Bundesliga | Bundesliga   | DFB Pokal | DFB Pokal    | EFL Supercup | EFL Supercup | Ligue des Champions | Ligue des Champions | Total  | Total        |
| R     | No.   | Nat   | Position  | Joueurs           | Averti     | Carton rouge | Averti    | Carton rouge | Averti       | Carton rouge | Averti              | Carton rouge        | Averti | Carton rouge |
| 1     | 15    |       | Défenseur | Mats Hummels      | 6          | 1            | 0         | 0            | 0            | 0            | 2                   | 0                   | 8      | 1            |
| 2     | 5     |       | Défenseur | Achraf Hakimi     | 5          | 0            | 0         | 0            | 0            | 0            | 0                   | 0                   | 5      | 0            |
| 2     | 6     |       | Milieu    | Thomas Delaney    | 4          | 0            | 0         | 0            | 0            | 0            | 1                   | 0                   | 5      | 0            |
| 2     | 27    |       | Milieu    | Emre Can3         | 5          | 0            | 0         | 0            | 0            | 0            | 0                   | 1                   | 5      | 1            |
| 2     | 28    |       | Milieu    | Axel Witsel       | 4          | 0            | 0         | 0            | 0            | 0            | 1                   | 0                   | 5      | 0            |
| 2     | 33    |       | Milieu    | Julian Weigl1     | 3          | 0            | 0         | 0            | 0            | 0            | 2                   | 1                   | 5      | 1            |
| 7     | 13    |       | Défenseur | Raphaël Guerreiro | 3          | 0            | 0         | 0            | 0            | 0            | 1                   | 0                   | 4      | 0            |
| 7     | 23    |       | Attaquant | Thorgan Hazard    | 2          | 0            | 0         | 0            | 0            | 0            | 2                   | 0                   | 4      | 0            |
| 7     | 26    |       | Défenseur | Łukasz Piszczek   | 3          | 0            | 0         | 0            | 0            | 0            | 1                   | 0                   | 4      | 0            |
| 10    | 2     |       | Défenseur | Dan-Axel Zagadou  | 1          | 0            | 0         | 0            | 0            | 0            | 1                   | 0                   | 2      | 0            |
| 10    | 7     |       | Attaquant | Jadon Sancho      | 2          | 0            | 0         | 0            | 0            | 0            | 0                   | 0                   | 2      | 0            |
| 10    | 11    |       | Milieu    | Marco Reus        | 1          | 0            | 0         | 0            | 0            | 0            | 1                   | 0                   | 2      | 0            |
| 10    | 14    |       | Défenseur | Nico Schulz       | 0          | 0            | 2         | 0            | 0            | 0            | 0                   | 0                   | 2      | 0            |
| 10    | 16    |       | Défenseur | Manuel Akanji     | 2          | 0            | 0         | 0            | 0            | 0            | 0                   | 0                   | 2      | 0            |
| 10    | 19    |       | Attaquant | Julian Brandt     | 1          | 0            | 0         | 0            | 0            | 0            | 1                   | 0                   | 2      | 0            |
| 10    | 32    |       | Milieu    | Giovanni Reyna    | 1          | 0            | 1         | 0            | 0            | 0            | 0                   | 0                   | 2      | 0            |
| 18    | 8     |       | Milieu    | Mahmoud Dahoud    | 1          | 0            | 0         | 0            | 0            | 0            | 0                   | 0                   | 1      | 0            |
| 18    | 17    |       | Attaquant | Erling Haaland2   | 0          | 0            | 0         | 0            | 0            | 0            | 1                   | 0                   | 1      | 0            |
| 18    | 18    |       | Défenseur | Leonardo Balerdi  | 1          | 0            | 0         | 0            | 0            | 0            | 0                   | 0                   | 1      | 0            |
| Total | Total | Total | Total     | Total             | 45         | 1            | 3         | 0            | 0            | 0            | 14                  | 2                   | 62     | 3            |

1 Joueurs ayant quitté le club.

2 Joueurs rejoint le club en cours de saison.

3 Joueurs en prêt.

#### Buteurs
Inclut uniquement les matches officiels. La liste est classée par numéro de maillot lorsque le total de buts est égal.
| R.          | N.          | Nat.        | Position    | Joueurs           | Bundesliga | DFB Pokal | Ligue des Champions | DFL Supercup | Total |
| ----------- | ----------- | ----------- | ----------- | ----------------- | ---------- | --------- | ------------------- | ------------ | ----- |
| 1           | 7           |             | Attaquant   | Jadon Sancho      | 17         | 0         | 2                   | 1            | 20    |
| 2           | 17          |             | Attaquant   | Erling Haaland2   | 13         | 1         | 2                   | 0            | 16    |
| 3           | 11          |             | Attaquant   | Marco Reus        | 11         | 1         | 0                   | 0            | 12    |
| 4           | 5           |             | Défenseur   | Achraf Hakimi     | 5          | 0         | 4                   | 0            | 9     |
| 5           | 13          |             | Défenseur   | Raphaël Guerreiro | 8          | 0         | 0                   | 0            | 8     |
| 6           | 9           |             | Attaquant   | Paco Alcácer1     | 5          | 1         | 0                   | 1            | 7     |
| 6           | 19          |             | Milieu      | Julian Brandt     | 3          | 2         | 2                   | 0            | 7     |
| 6           | 23          |             | Milieu      | Thorgan Hazard    | 7          | 0         | 0                   | 0            | 7     |
| 9           | 28          |             | Milieu      | Axel Witsel       | 4          | 0         | 0                   | 0            | 4     |
| 10          | 10          |             | Milieu      | Mario Götze       | 3          | 0         | 0                   | 0            | 3     |
| 11          | 27          |             | Milieu      | Emre Can3         | 2          | 0         | 0                   | 0            | 2     |
| 12          | 2           |             | Défenseur   | Dan-Axel Zagadou  | 1          | 0         | 0                   | 0            | 1     |
| 12          | 14          |             | Défenseur   | Nico Schulz       | 1          | 0         | 0                   | 0            | 1     |
| 12          | 15          |             | Défenseur   | Mats Hummels      | 1          | 0         | 0                   | 0            | 1     |
| 12          | 26          |             | Défenseur   | Łukasz Piszczek   | 1          | 0         | 0                   | 0            | 1     |
| 12          | 29          |             | Défenseur   | Marcel Schmelzer  | 1          | 0         | 0                   | 0            | 1     |
| 12          | 32          |             | Milieu      | Giovanni Reyna    | 0          | 1         | 0                   | 0            | 1     |
| 12          | 33          |             | Milieu      | Julian Weigl1     | 1          | 0         | 0                   | 0            | 1     |
| Autres Buts | Autres Buts | Autres Buts | Autres Buts | Autres Buts       | 0          | 0         | 0                   | 0            | 0     |
| TOTAL       | TOTAL       | TOTAL       | TOTAL       | TOTAL             | 84         | 6         | 10                  | 2            | 102   |

1 Joueurs ayant quitté le club en cours de saison.

2 Joueurs ayant rejoint le club en cours de saison.

3 Joueurs en prêt.

#### Passeurs
Inclut uniquement les matches officiels. La liste est classée par numéro de maillot lorsque le total de passes est égal.
| R.    | N.    | Nat.  | Position  | Joueurs             | Bundesliga | DFB Pokal | Ligue des Champions | DFL Supercup | Total |
| ----- | ----- | ----- | --------- | ------------------- | ---------- | --------- | ------------------- | ------------ | ----- |
| 1     | 7     |       | Attaquant | Jadon Sancho        | 17         | 0         | 2                   | 1            | 20    |
| 2     | 23    |       | Milieu    | Thorgan Hazard      | 13         | 1         | 0                   | 0            | 14    |
| 3     | 19    |       | Milieu    | Julian Brandt       | 7          | 2         | 3                   | 0            | 12    |
| 4     | 5     |       | Défenseur | Achraf Hakimi       | 10         | 0         | 0                   | 0            | 10    |
| 5     | 11    |       | Attaquant | Marco Reus          | 6          | 0         | 1                   | 0            | 7     |
| 6     | 28    |       | Milieu    | Axel Witsel         | 5          | 0         | 0                   | 0            | 5     |
| 7     | 13    |       | Défenseur | Raphaël Guerreiro   | 2          | 0         | 1                   | 1            | 4     |
| 7     | 26    |       | Défenseur | Łukasz Piszczek     | 3          | 1         | 0                   | 0            | 4     |
| 9     | 15    |       | Défenseur | Mats Hummels        | 3          | 0         | 0                   | 0            | 3     |
| 10    | 9     |       | Attaquant | Paco Alcácer1       | 1          | 0         | 1                   | 0            | 2     |
| 10    | 16    |       | Défenseur | Manuel Akanji       | 1          | 1         | 0                   | 0            | 2     |
| 10    | 17    |       | Attaquant | Erling Haaland2     | 2          | 0         | 0                   | 0            | 2     |
| 10    | 32    |       | Milieu    | Giovanni Reyna      | 1          | 0         | 1                   | 0            | 2     |
| 14    | 2     |       | Défenseur | Dan-Axel Zagadou    | 1          | 0         | 0                   | 0            | 1     |
| 14    | 8     |       | Milieu    | Mahmoud Dahoud      | 1          | 0         | 0                   | 0            | 1     |
| 14    | 10    |       | Milieu    | Mario Götze         | 0          | 0         | 1                   | 0            | 1     |
| 14    | 14    |       | Défenseur | Nico Schulz         | 0          | 1         | 0                   | 0            | 1     |
| 14    | 22    |       | Défenseur | Mateu Morey         | 1          | 0         | 0                   | 0            | 1     |
| 14    | 29    |       | Défenseur | Marcel Schmelzer    | 1          | 0         | 0                   | 0            | 1     |
| 14    | 34    |       | Attaquant | Jacob Bruun Larsen1 | 1          | 0         | 0                   | 0            | 1     |
| TOTAL | TOTAL | TOTAL | TOTAL     | TOTAL               | 77         | 6         | 10                  | 2            | 95    |

1 Joueurs ayant quitté le club en cours de saison.

2 Joueurs ayant rejoint le club en cours de saison.